# Миссис Америка (мини-сериал)
«Миссис Америка» (англ. Mrs. America) — американский телевизионный мини-сериал, созданный Дави Уоллер. Премьера шоу состоялась 15 апреля 2020 года на сервисе Hulu.

## Сюжет
«„Миссис Америка“ рассказывает правдивую историю движения о принятии поправки о равных правах для женщин, и неожиданную борьбу, которую против неё разворачивает активистка консервативного движения Филлис Шлэфли. Глазами женщин той эры — Шлэфли и феминисток второй волны Глории Стайнем, Бетти Фридан, Ширли Чисхолм, Беллы Абзуг и Джилл Ракелсхаус — сериал повествует о том, как один из самых тяжёлых боёв культурных воин 1970-х годов сыграл роль в появлении организации „Моральное большинство“, а также навсегда изменил политический ландшафт».

## Актёрский состав

### Основной состав
- Кейт Бланшетт — Филлис Шлэфли
- Роуз Бирн — Глория Стайнем
- Узо Адуба — Ширли Чисхолм
- Элизабет Бэнкс — Джилл Ракелсхаус[англ.]
- Кейли Картер — Памела
- Эри Грейнор — Бренда Фейген[англ.]
- Мелани Лински — Розмари Томсон
- Марго Мартиндейл — Белла Абзуг
- Джон Слэттэри — Фред Шлэфли
- Джинн Трипплхорн — Элеанор Шлэфли
- Трейси Ульман — Бетти Фридан
- Сара Полсон — Элис Макрей

### Второстепенный состав
- Джеймс Марсден — Фил Крейн[англ.]
- Ниси Нэш — Флоринс Кеннеди[англ.]
- Оливия Скривен — Лиза Шлэфли
- Бриа Хендерсон — Маргарет Слоан-Хантер[англ.]
- Джей Эллис — Франклин А. Томас[англ.]
- Джон Буржуа — Джордж Макговерн
- Норм Льюис — Рон Делламс

## Эпизоды
| № | Название                                                        | Режиссёр                | Автор сценария               | Дата премьеры  |
| - | --------------------------------------------------------------- | ----------------------- | ---------------------------- | -------------- |
| 1 | «Филлис» «Phyllis»                                              | Анна Боден и Райан Флек | Дави Уоллер                  | 15 апреля 2020 |
| 2 | «Глория» «Gloria»                                               | Анна Боден и Райан Флек | Дави Уоллер                  | 15 апреля 2020 |
| 3 | «Ширли» «Shirley»                                               | Амма Асанте             | Таня Барфилд                 | 15 апреля 2020 |
| 4 | «Бетти» «Betty»                                                 | Амма Асанте             | Бу Киллебрю                  | 22 апреля 2020 |
| 5 | «Филлис и Фред, Бренда и Марк» «Phyllis & Fred & Brenda & Marc» | Лор де Клермон-Тоннер   | Майка Шрафт и Эйприл Ших     | 29 апреля 2020 |
| 6 | «Джилл» «Jill»                                                  | Лор де Клермон-Тоннер   | Шэрон Хоффман                | 6 мая 2020     |
| 7 | «Белла» «Bella»                                                 | Анна Боден и Райан Флек | Майка Шрафт                  | 13 мая 2020    |
| 8 | «Хьюстон» «Houston»                                             | Яница Браво             | Дави Уоллер                  | 20 мая 2020    |
| 9 | «Рейган» «Reagan»                                               | Анна Боден и Райан Флек | Дави Уоллер и Джошуа Гриффит | 27 мая 2020    |

## Производство

### Разработка
В октябре 2018 года телеканал FX заказал производство сериала от сценаристки Дави Уоллер. В ноябре 2019 года было объявлено, что премьера шоу состоится на сервисе Hulu, в рамках партнёрства «FX на Hulu». В январе 2020 года было объявлено, что премьера сериала состоится 15 апреля 2020 года.

### Кастинг
В октябре 2018 года, вместе с объявлением о заказе сериала, было объявлено, что Кейт Бланшетт исполнит ведущую роль. В мае 2019 года к актёрскому составу присоединились Узо Адуба, Роуз Бирн, Кейли Картер, Эри Грейнор, Мелани Лински, Джеймс Марсден, Марго Мартиндейл, Сара Полсон, Джон Слэттери, Джинн Трипплхорн и Трейси Ульман. В июне того же года к касту присоединились Элизабет Бэнкс и Бриа Хендерсон, в августе — Ниси Нэш, и в октябре — Оливия Скривен.

### Съёмки
Съёмки сериала проходили с 19 июня по 1 ноября 2019 года в Торонто, Онтарио, Канада.

## Принятие
Шоу получило положительные отзывы критиков. На интернет-агрегаторе Rotten Tomatoes оно имеет рейтинг 95% на основе 58 рецензий. Metacritic дал cериалу 87 из 100 возможных баллов на основе 35 рецензий, что соответствует статусу «всеобщее признание».

## Награды и номинации
- 2020 — Прайм-таймовая премия «Эмми» за лучшую женскую роль второго плана в мини-сериале или телефильме (Узо Адуба), а также 9 номинаций: лучший мини-сериал, лучшая женская роль в мини-сериале или телефильме (Кейт Бланшетт), лучшая женская роль второго плана в мини-сериале или телефильме (Марго Мартиндейл и Трейси Ульман), лучший сценарий для мини-сериала или телефильма (Таня Барфилд), лучший кастинг для мини-сериала или телефильма (Кармен Кьюба, Робин Кук), лучшая музыкальная композиция для мини-сериала или телефильма (Крис Бауэрс), лучший монтаж для мини-сериала или телефильма (Роберт Комацу), лучшие исторические костюмы.
- 2021 — телепрограмма года по версии Американского института киноискусства.
- 2021 — две премии «Спутник» за лучшую женскую роль в мини-сериале или телефильме (Кейт Бланшетт) и лучшую женскую роль второго плана в мини-сериале или телефильме (Трейси Ульман), а также номинация за лучший мини-сериал.
- 2021 — премия Гильдии сценаристов США за лучшую длинную форму.
- 2021 — номинация на премию Гильдии киноактёров США за лучшую женскую роль в мини-сериале или телефильме (Кейт Бланшетт).
- 2021 — номинация на премию «Золотой глобус» за лучшую женскую роль в мини-сериале или телефильме (Кейт Бланшетт).